# 玉蟹總科
玉蟹總科(Leucosioidea)是短尾下目(螃蟹)的其中一個總科。

## 分類
根據2009年的分類，玉蟹總科包括下列兩個科：
- 玉蟹科 Leucosiidae[3]
  - 坚壳蟹亚科
  - 拳蟹亚科
  - 玉蟹亚科
  - 美妙蟹亚科
- 精干蟹科 Iphiculidae Alcock, 1896[2]
  - 精干蟹属 Iphiculus Adams & White, 1849
  - 擬精干蟹属 Pariphiculus Alcock, 1896

根據這個新的分類， 黎明蟹科（Matutidae）改為劃歸饅頭蟹總科，不再屬於玉蟹總科。